# Carpineti

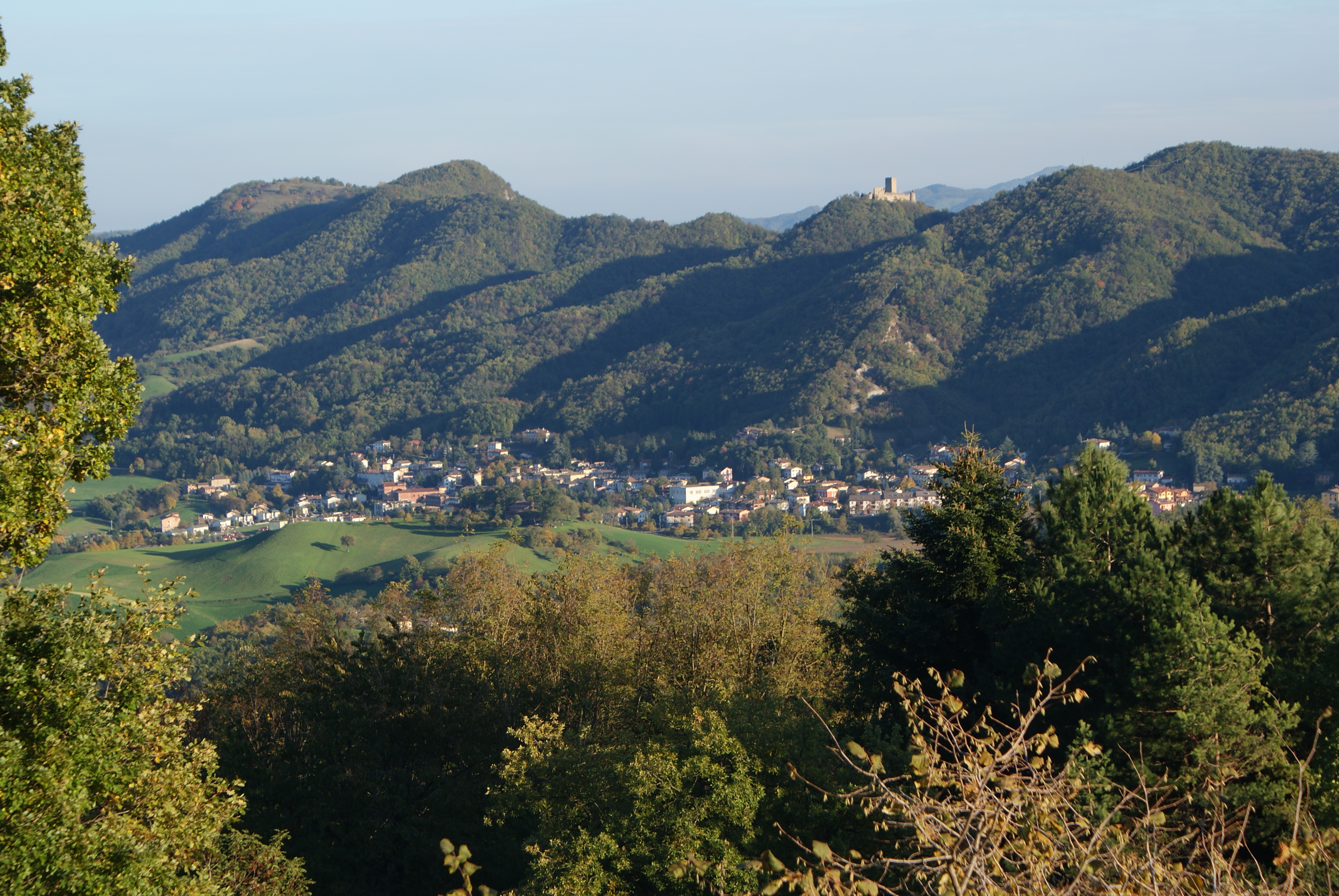
Carpineti

Carpineti ist eine italienische Gemeinde (comune) mit 3901 Einwohnern (Stand 31. Dezember 2023) in der Provinz Reggio Emilia in der Emilia-Romagna. Die Gemeinde liegt etwa 28,5 Kilometer südsüdwestlich von Reggio nell’Emilia. Die südliche Grenze der Gemeinde bildet die Secchia.

## Geschichte
Im 11. Jahrhundert wird der Ort erstmals urkundlich erwähnt. Die Burg von Carpineti wurde ab 1077 errichtet. Die Abtei von Marola ist ein aus der Zeit Mathildes von Tuszien stammendes Bauwerk.

## Verkehr
Durch die Gemeinde führt die Strada Statale 63 del Valico del Cerreto von Aulla nach Gualtieri.